# 阿列什尼基农村居民点
阿列什尼基农村居民点（俄语：Алешниковское сельское поселение）是俄罗斯联邦伏尔加格勒州日尔诺夫斯克区所属的一个农村居民点。其下辖有3个居民点，行政中心为阿列什尼基。据2016年统计，该农村居民点的人口为857人。